# 1750 Eckert
1750 Eckert је Марсов тројански астероид чија средња удаљеност од Сунца износи 1,926 астрономских јединица (АЈ).
Апсолутна магнитуда астероида је 13,15.